# Джексон, Саша
Саша Джексон (англ. Sasha Jackson; род. 1 августа 1988) — британская актриса из Виндзора, графства Беркшир.

## Карьера
Сыграла роль Лоры Кидвелл в фильме «Заброшенная дорога», Джетт в комедии «Атака 50 футовых чирлидерш» и Эми в «Формула». Дальнейшие её роли на британском и американском телевидении были: Ева Байрон в «C.S.I.: Место преступления», Кайли в седьмом сезоне сериала «Холм одного дерева», Мейлин Акерман в ситкоме «Детская больница», американка-золотоискательница в «Долго и счастливо», где снялась вместе с Брэдом Гарретом, Шеннон в ситкомах «Рита Рокс» и «Полный дом», а также в сериале «Этим утром». Снялась в пилотном эпизоде сериала «Счастливый конец».
Появилась в роли американского подростка Даны в direct-to-video «Голубая волна 2», вышедшем на DVD. Снялась в телевизионном британском мини-сериале «Ведьмы из страны Оз» в роли Ильзы Ленг/Принцессы Ленгвидер и в видео «Everything To Dance For». Также снялась в фильме Лоуренса Пирса «Ночные наркоманы».